# バダホス王国

バダホス王国
طائفة بطليوس

バダホス王国、1037年頃

バダホス王国(阿: طائفة بطليوس)は、中世のイベリア半島に存在したイスラム系の国であるタイファの一つ。現在のポルトガル中部とスペイン最西部の一部を国土としていた。現在のスペインのエストレマドゥーラ州に位置するバダホスを首都とした。イスラーム系の王朝としては1022年〜1094・95年に渡り独立して存在したアフタス朝バダホス王国が最も長期間存続し得た。

## 歴史
他のイベリアのタイファ諸国と同様に、バダホスも後ウマイヤ朝末期の混乱に伴って誕生した。
建国者のサブールはサカーリバと呼ばれる(おそらくスラブ系の)奴隷出身だった。
領土としては、古代ローマの属州ルシタニアに相当する地域の大半を支配していた。ローマ時代からの要地であるメリダ (スペイン)とリスボンもその中に含まれていた。
1022年にサブールの後を継いだのは、8世紀以来のベルベル豪族であり彼の宰相であるアブダラー・イブン・アル＝アフタス（別名“バダホスのアル=マンスール”）であり、彼はアフタス朝バダホス王国の建国者となった。サブールの息子達はリスボンに逃れ、そこで短命なリスボン王国を建てたが、バダホスによって間もなく再征服された。イブン・アル＝アフタスは隣国にして強国であるアッバード朝セビーリャ王国とも争っており、ベージャなどをめぐり戦争が生じた。タイファ諸国の中で抜きん出た国力を持つセビーリャ王国に対し苦戦を強いられたものの、イブン・アル＝アフタスは1034年に北方キリスト教国へ遠征途中のアッバード朝軍に奇襲をかけ、敗走させている。
イブン・アル＝アフタス没後、1055年にはバダホスがカスティーリャ王国に押されて貢納するようになった。
また、領土のうち、重要なモンデゴ川以南の地域（コインブラより南の地域）のかなり部分をタイファのセビーリャ王国に奪われた。また1064年には要衝コインブラがカスティーリャ王フェルナンド1世により征服される。
イブン・アル＝アフタスの息子ムハンマド（アル=ムザッファル）の死後、1068年にはその息子であるヤフヤーとウマル（アル=ムタワッキル）が争い内戦となったが、ウマルが勝利した。
1086年のサグラハスの戦いでは、バダホス近くまで攻め込んできたカスティーリャ王国相手に、ムラービト朝と共同で戦って勝利した。しかし、ムラービト朝の強大さを恐れ、アル=ムタワッキルは敵対関係にあったアルフォンソ6世 (カスティーリャ王)と同盟した。
1094年、ムラービト朝はバダホスを占領し、アル=ムタワッキルと二人の息子を殺害した。生き伸びた息子はひとまずモンタンチェスに逃れ、そこからさらにアルフォンソ王の下に亡命した。
王国は滅び、その領土は様々な国（ムラービト朝、ムワッヒド朝、ポルトガル等）の支配下におかれた。
ムラービト朝の支配力が弱まると、バダホスは1144年に独立状態になるが、すぐに1150年ムワッヒド朝に再征服されて滅ぶこととなった。